# Jonathan Mitchell (auteur)
Jonathan Mitchell est un autiste américain, auteur et blogueur, qui milite pour trouver un remède à l'autisme. Il est une figure controversée parmi les blogueurs autistes, en raison de son opposition à la neurodiversité, de sa vision de l'autisme comme un handicap, et de son désir de guérir. Il écrit des histoires, des articles de blog et des livres. Mitchell s'est également intéressé à la neuroscience de l'autisme,.